# Olympique d'Alès en Cévennes
L'Olympique d'Alès en Cévennes, più comunemente Olympique Alès, è un club calcistico francese di Alès, che disputa il Championnat National 2, la quarta serie del campionato francese.
Fondato nel 1923, il club è uno dei pionieri del calcio del dipartimento di Gard assieme al Nîmes e in virtù di ciò nel 1932 partecipò alla prima edizione del campionato francese di calcio , venendo subito retrocesso.
Da quel momento, dopo trent'anni di professionismo, i gardois tornarono ai livelli amatoriali e, nonostante una furtiva ricomparsa in seconda serie alla fine degli anni settanta, fu solo a partire dalla stagione 1982-1983 che il club si stabilizzò nuovamente nel mondo professionistico. Nel 2003 il club fu messo in liquidazione e si ritrovò retrocesso in Division d'Honneur, tornando soltanto nella stagione 2013-2014 a disputare un campionato di Championnat National 3 e nel 2022-2023 un campionato di Championnat National 2.

## Palmarès

### Competizioni nazionali
- Campionato francese di seconda divisione: 2

1933-1934 (girone sud), 1956-1957
- Championnat National 3: 1

2021-2022 (girone H)

### Altri piazzamenti
- Coppa di Francia:

Semifinalista: 1986-1987
- Campionato francese di seconda divisione:

Secondo posto: 1946-1947, 1985-1986 (girone B)
Terzo posto: 1945-1946 (gruppo sud), 1987-1988 (girone A)